# Milon de Trèves
Milon de Trèves ou Milo fut archevêque de Reims et évêque de Trèves comme l'avaient été son oncle et son père par une concession de Charles Martel. 

## Biographie
Fils de Liévin de Trèves et petit-fils de Guérin de Vergy, Milon reçut une éducation monastique comme il était d'usage pour les nobles médiévaux et devint moine bénédictin.
Bien qu'il n'ait jamais reçu ni l'ordination à la prêtrise ni celle d'évêque, il succéda à son père à la charge du diocèse de Trèves, où il apparaît documenté pour la première fois en 723. De plus, lorsque Charles Martel destitua Rigobert de son poste d'archevêque de Reims, il appela Milon à lui succéder, en récompense du soutien apporté dans la lutte contre Ragenfred.
La vie et le comportement de Milon en tant qu'évêque dans l'histoire de l'Église sont controversés. Il s'opposa à Boniface, évêque de Mayence, pour la réforme de ce dernier dans l'Église et les évêchés en Austrasie. L'utilisation des biens ecclésiastiques pour sa propre famille et à des fins politiques, par exemple en faveur de ses enfants illégitimes, ainsi qu'une conduite de vie profane, l'exposèrent à des critiques même de la part du pape Zacharie (751). Le concile de Soissons, à la demande de Boniface, le déposa de son siège épiscopal de Reims en 744. Il ne resta même pas évêque de Trèves jusqu'à sa mort.
Milon est mort en 753 dans un accident de chasse à Meulenwald, près de Trèves, tué par un sanglier.
Depuis le IVe siècle, il était de tradition d'enterrer les évêques de Trèves dans la crypte de l'abbaye Saint-Maximin de Trèves. Cependant, en raison de sa vie controversée, Milon n'a pas reçu cet honneur mais a été enterré près du lieu de son accident où un mémorial, la "Croix de Milon", a été érigée. Sur celle-ci circulent des légendes locales, qui reprennent les descriptions négatives de Milon dans les Gesta Treverorum.

### Articles liés
- Liste des archevêques de Trèves
- Liste des archevêques de Reims